# Я знаю, кто ты
«Я знаю, кто ты» (англ. I Know Who You Are) — 16-серийный испанский телесериал, созданный Пау Фрейксасом для Telecinco . Премьера состоялась 16 января 2017 года. В главных ролях снялись Франсеск Гарридо, Бланка Портильо и Аида Фольч. В 2017 году на MIPTV стал лучшим сериалом года.

## Сюжет
Главный герой сериала, Хуан Элиас, престижный адвокат, который полностью потерял память после автомобильной аварии. С помощью своей жены, судьи Алисии Кастро он пытается реконструировать предшествующие события. Все становится только хуже, когда в машине обнаруживаются следы крови Аны Сауры, племянницы Хуана, пропавшей без вести несколько дней назад. Отец Аны, Рамон, пытается доказать, что Хуан убил ее и нанимает частную юридическую фирму, в которой работает женщина-юрист Ева Дюран, которая была любовницей Хуана Элиаса. Действие сериала развивается в Барселоне и содержит множество описаний испанской правовой системы и концентрируется на узах любви, дружбы и семьи.

## В ролях
- Франсеск Гарридо — Хуан Элиас
- Бланка Портильо — Алисия Кастро
- Алекс Моннер — Пол Элиас
- Сусана Абайтуа — Ана Саура
- Мартиньо Ривас — Марк Кастро
- Аида Фолч — Ева Дюран
- Нанчо Ново — Рамон Саура
- Пепон Ньето — Альберто Хиральт
- Ева Сантолария — Марта Хесс
- Навсикая Боннин — Чарри

## Международная трансляция
9 апреля 2017 года в Польше на телеканале Ale Kino + состоялась премьера сериала под названием Wiem, kim jesteś (Я знаю, кто ты). В Великобритании BBC приобрела права на показ сериала под названием I Know Who You Are . Премьера первых десяти серий сериала состоялась 15 июля 2017 года на BBC Four и закончилась в сентябре 2017 года. Последние шесть серий были показаны в ноябре 2017 года. В Нидерландах был создан ремейк под названием Ik weet wie je bent (Я знаю, кто вы).